# 금평군 (1646년)
금평군 이제(錦平君 李濟, 1646년 ∼ 1708년)은 조선후기의 왕족으로 덕흥대원군의 증손이며, 종실 진성군 이해령(珍城君 李海齡)의 6남이다.

## 생애
조선후기의 왕족으로 본관은 전주, 휘는 제(濟)이다. 덕흥대원군의 증손이며, 조선 선조의 백형 하원군의 손자이다. 아버지는 종실 진성군 이해령(珍城君 李海齡)이고, 어머니는 후실 금춘(今春)이다.
부인은 경주인(慶州人) 김시우(金時雨)의 딸로 증 현부인 경주김씨(縣夫人 慶州金氏)이다.
진성군의 6남으로 병술(丙戌) 1646년(인조 24) 12월 9일 탄생하여 초수 금평령(錦平令)에 책봉받았다. 1661년(현종 2) 수학종인(受學宗人)의 고강(考講)에서 근만(勤慢)에 대한 분수(分數)가 없다하여 제조가 추고를 청하기도 하였다. 1666년(현종 7) 이유없이 수향(受香)에 불참하고 정상(情狀)이 더욱 나쁘다고 이조(吏曹)에서 종중추고(從重推考)를 청하여 나문(拿問)되었다. 이해 12월 20일 직첩환급(職牒還給)하라 전교하여 1667년(현종 8) 다시 금평령(錦平令)에 봉작되었다. 1677년(숙종 3) 종신으로 주강(晝講)에 참여하였고, 1683년(숙종 9) 직첩환급(職牒還給)하라 전교하여 이해 6월 19일 서용(敍用)되었다. 경자(庚子) 1708년(숙종 34) 5월 3일 향년 63세로 별세하여 경기도 파주시 법원읍 대릉 1리 호명산 갑좌로 예장하였다. 소의대부(昭義大夫) 금평군(錦平君)으로 추봉되었다.

## 가족관계
- 아버진 : 진성군 이해령(珍城君 李海齡)
- 어머니(계모) : 현부인 당성김씨(縣夫人 唐城金氏), 사과(司果) 당성인(唐城人) 김세응(金世應)의 딸.
- 어머니(생모) : 금춘(今春)
- 부인 : 증 현부인 경주김씨(縣夫人 慶州金氏, 1644년 - 1689년), 경주인(慶州人) 김시우(金時雨)의 딸.
  - 장남 : 이덕소(李德紹)
  - 2남 : 이흥소(李興紹)
- 후실
  - 3남 : 이광소(李光紹)
  - 딸 : 의령인(宜寧人) 남종(南嵸)에게 출가.